# ヴァルデジュンケラの戦い
ヴァルデジュンケラの戦い（ヴァルデジュンケラのたたかい）は、920年7月26日に、後ウマイヤ朝とレオン王国およびナバラ王国のキリスト教軍の間で起こった戦い。イウンカリア（スペイン語：val de Junquera）と呼ばれる谷で戦いが起き、後ウマイヤ朝のアブド・アッラフマーン3世軍の勝利で終わった。